# Lomsjön (Kila socken, Södermanland)
Lomsjön är en sjö i Nyköpings kommun i Södermanland och ingår i Kilaåns huvudavrinningsområde.